# Q-Max
Con la sigla Q-Max si indicano le navi metaniere le cui dimensioni permettono l'approdo ai terminali di liquefazione presenti in Qatar (Ras Laffan). Si tratta di super-metaniere dedicate alla rotta Medio Oriente - Nord America, i cui primi esemplari sono stati consegnati nel 2008-2010. In prospettiva rappresentano un notevole passo in avanti nella dimensione delle metaniere, e renderanno economicamente accettabili distanze tali da rendere il mercato del gas naturale liquefatto (GNL) globale.
Le navi Q-Max eccedono i limiti delle Suezmax, e sono quindi di dimensione Capesize.
Le dimensioni sono di 345 m di lunghezza, 55 m di larghezza e 12,5 m di pescaggio, e permettono il trasporto di circa 266.000 m³ di GNL.
Le navi metaniere sono navi particolari dedicate al trasporto del gas naturale liquefatto. Le Q-Max rappresentano un notevole salto in avanti nella capacità delle metaniere, e rappresentano l'attuale tendenza al gigantismo nel settore, che si manifesta principalmente in un aumento della larghezza, ormai prossima alle super-petroliere Malaccamax (60 m).
Una dimensione intermedia è rappresentata dalle navi metaniere Q-Flex, dove Flex sta per Flexibility, che trasportano circa 210.000 m³ di gas naturale liquefatto.
Le navi metaniere da 130.000 - 160.000, che fino al 2005 erano le più grandi, stanno diventando di classe media.
La costruzione delle prime navi Q-Max ha avuto inizio nel 2002 nei cantieri di Ulsan in Corea del Sud da parte della Samsung Heavy Industries (SHI) e della Hyundai Heavy Industries (HHI) e della Daewoo Shipbuilding and Marine Engineering (DSME).
La propulsione, in linea con le ultime tendenze, è fornita da due motori diesel a basso numero di giri. Il boil off gas è trattato da un impianto di re-liquefazione a bordo e reimmesso nei serbatoi.
La compagnia di trasporto gas del Qatar (Nakilat) è entrata in possesso della prima unità operativa il 29 settembre 2008. Battezzata Mozah in onore della principessa Mozah Bint Nasser Al Missned, ha compiuto il primo viaggio attraccando al terminal di Milford Haven, Galles, il 7 maggio 2009
La Nakilat programma di avere un totale di 25 super-metaniere, di cui 14 Q-Max e 11 Q-Flex, di esclusiva proprietà. Ulteriori 8 Q-Flex, partecipate da diversi proprietari, sono in costruzione.
Il costo di ogni unità si aggira sui 300 milioni di dollari.